# Katarzyna Życińska
Katarzyna Agnieszka Życińska (ur. 1972) – polska lekarka, dr hab. nauk medycznych, profesor i kierowniczka Katedry i Zakładu Medycyny Rodzinnej Wydziału Lekarskiego Warszawskiego Uniwersytetu Medycznego.

## Życiorys
W 2004 obroniła napisaną pod kierunkiem Kazimierza Wardyna pracę doktorską Ocena przebiegu klinicznego i skuteczności terapii w ziarniniakowatości Wegenera. W 2007 habilitowała się na podstawie pracy zatytułowanej Model przewidywania remisji i nawrotów oraz ich wczesna profilaktyka w pierwotnym układowym zapaleniu naczyń - ziarniniakowatości Wegenera. 25 czerwca 2013 nadano jej tytuł profesora w zakresie nauk medycznych. Została zatrudniona na stanowisku profesora nadzwyczajnego w Katedrze i Zakładzie Medycyny Rodzinnej na I Wydziale Lekarskim Warszawskiego Uniwersytetu Medycznego.
Jest profesorem i kierowniczką Katedry i Zakładu Medycyny Rodzinnej Wydziału Lekarskiego Warszawskiego Uniwersytetu Medycznego.